# Seattle Seahawks 2011
La stagione 2011 dei Seattle Seahawks è stata la 36ª della franchigia nella National Football League, la decima giocata giocata al CenturyLink Field (precedentemente conosciuto come Qwest Field) e la seconda con Pete Carroll come capo-allenatore. Dopo dieci anni, i Seahawks partirono con un nuovo quarterback titolare, Tarvaris Jackson, dopo la firma di Matt Hasselbeck con i Tennessee Titans come free agent. La squadra giungeva dal record di 7–9 del 2010, in cui era stata la prima della storia della NFL a vincere un titolo di division e a vincere una gara di playoff con un record negativo. Seattle terminò con un record di 7-9, l'ultima stagione con più sconfitte che vittorie fino al 2021. Questa stagione è degna di nota per l'emergere del gruppo di defensive back noto come Legion of Boom che avrebbe contribuito negli anni successivi ai più grandi successi della storia della franchigia.

## Scelte nel Draft 2011
| Scelte dei Seahawks nel Draft 2011 |        |                     |                    |                                |       |                            |
| Giro                               | Scelta | Giocatore           | Posizione          | College                        | Firma | Note                       |
| 1                                  | 25     | James Carpenter     | Offensive tackle   | Alabama Crimson Tide           | –     |                            |
| 3                                  | 75     | John Moffitt        | Offensive guard    | Wisconsin Badgers              | –     | da Detroit                 |
| 4                                  | 99     | K.J. Wright         | Linebacker         | Mississippi State Bulldogs     | –     | da Denver via New England  |
| 4                                  | 107    | Kris Durham         | Wide Receiver      | Georgia Bulldogs               | –     | da Detroit                 |
| 5                                  | 154    | Richard Sherman     | Defensive back     | Stanford Cardinal              | –     | da Kansas City via Detroit |
| 5                                  | 156    | Mark LeGree         | Free safety        | Appalachian State Mountaineers | –     |                            |
| 6                                  | 173    | Byron Maxwell       | Defensive back     | Clemson Tigers                 | –     | da Detroit                 |
| 7                                  | 205    | Lazarius Levingston | Defensive end      | LSU Tigers                     | –     | da Denver via Detroit      |
| 7                                  | 242    | Malcolm Smith       | Outside linebacker | USC Trojans                    | –     |                            |

## Roster
| Roster dei Seattle Seahawks nella stagione 2011 |
| --- |
| Quarterback - 7 Tarvaris Jackson - 2 Josh Portis - 6 Charlie Whitehurst Running Back - 44 Allen Bradford - 20 Justin Forsett - 24 Marshawn Lynch - 26 Michael Robinson RB/FB - -- Tyler Sutton - 47 Vai Taua - 33 Leon Washington Wide Receiver - 15 Doug Baldwin - 11 Deon Butler - 16 Kris Durham - 83 Ricardo Lockette - -- Charly Martin - 87 Benjamin Obomanu - 18 Sidney Rice - 81 Golden Tate - 17 Mike Williams Tight End - 89 John Carlson - 85 Anthony McCoy - 86 Zach Miller - 88 Cameron Morrah - 82 John Nalbone Offensive Linemen - 65 Allen Barbre T - 75 James Carpenter T - 66 Paul Fanaika G - 72 Robert Gallery G - 68 Breno Giacomini T - 64 Mike Gibson G - 61 Lemuel Jeanpierre G - 77 Jarriel King T - 67 Paul McQuistan G - 74 John Moffitt G - 76 Russell Okung T - 62 Brent Osborne G - 60 Max Unger C Defensive Linemen - 95 Pierre Allen DE - 99 Alan Branch DT - 98 Raheem Brock DE - 79 Red Bryant DT - 91 Chris Clemons DE - 58 Dexter Davis DE - 90 John Graves DT - 94 Anthony Hargrove DT/DE - 93 Lazarius Levingston DE - 69 Clinton McDonald DT/DE - 92 Brandon Mebane DT - -- Adrian Taylor DT - 97 Jimmy Wilkerson DE Linebacker - 55 Heat Farwell OLB - 57 David Hawthorne MLB - 56 Leroy Hill OLB - 46 Jameson Konz OLB/DE - 52 Matt McCoy OLB - 48 Mike Morgan MLB - 59 Adrian Moten OLB - 53 Malcom Smith OLB - 54 David Vobora OLB - 50 K.J. Wright OLB Defensive Back - 40 Phillip Adams CB - 27 Atari Bigby SS - 39 Brandon Browner CB - 31 Kam Chancellor SS - 35 Kennard Cox CB - 22 Coye Francies CB - -- Jesse Hoffman CB - 32 Jeron Johnson SS - 34 Roy Lewis CB - 42 Chris Maragos FS - 41 Byron Maxwell CB - 36 Ron Parker CB - 25 Richard Sherman CB - 29 Earl Thomas FS - 28 Walter Thurmond CB - 23 Marcus Trufant CB Special Team - 49 Clint Gresham LS - 4 Steven Hauschka K - 9 Jon Ryan P 79 attivi |
| Legenda - I rookie sono in corsivo. - Il primo ruolo è il principale mentre gli eventuali successivi indicano i ruoli secondari. - (IR) sta per Injured Reserve ed indica la lista ristretta per un solo giocatore infortunato che può tornare ad allenarsi dopo la settimana 6 e a rientrare in prima squadra dopo che questa ha giocato 8 partite. - (NF-Inj.) / (NF-Ill.) stanno rispettivamente per Non-Football Injured e Non-Football Illness ed indicano le liste dove viene inserito un giocatore che ha un infortunio o una malattia non dipendente dal football americano. - (PUP) sta per Physically Unable to Perform ed indica la lista dove viene inserito un giocatore mentre è in attesa di recuperare la condizione fisica. Nella stagione regolare dopo la sesta partita giocata dalla propria squadra, il giocatore ha tempo tre settimane per riprendere ad allenarsi, più tre settimane aggiuntive dal suo rientro agli allenamenti per rientrare in prima squadra. |

## Calendario

### Pre-stagione
Il programma della pre-stagione fu annunciato il 12 aprile 2011.
| Settimana | Data        | Ora   | Avversario         | Risultato | Risultato | Stadio                              | TV     | NFL.com recap |
| Settimana | Data        | Ora   | Avversario         | Punteggio | Record    | Stadio                              | TV     | NFL.com recap |
| --------- | ----------- | ----- | ------------------ | --------- | --------- | ----------------------------------- | ------ | ------------- |
| 1         | 11 agosto   | 17.00 | San Diego Chargers | V 24–17   | 1–0       | Qualcomm Stadium                    | ESPN   | Recap         |
| 2         | 20 agosto   | 19.00 | Minnesota Vikings  | S 7–20    | 1–1       | CenturyLink Field                   | KING 5 | Recap         |
| 3         | 27 agosto   | 18.00 | Denver Broncos     | S 20–23   | 1–2       | Sports Authority Field at Mile High | KING 5 | Recap         |
| 4         | 2 settembre | 19.30 | Oakland Raiders    | V 20–3    | 2-2       | CenturyLink Field                   | KING 5 | Recap         |

### Stagione regolare
| Settimana | Data               | Ora                | Avversario          | Risultato          | Risultato          | Stadio                        | TV                 | NFL.com recap      |
| Settimana | Data               | Ora                | Avversario          | Punteggio          | Record             | Stadio                        | TV                 | NFL.com recap      |
| --------- | ------------------ | ------------------ | ------------------- | ------------------ | ------------------ | ----------------------------- | ------------------ | ------------------ |
| 1         | 11 settembre       | 13.15              | San Francisco 49ers | S 17–33            | 0–1                | Candlestick Park              | Fox                | Recap              |
| 2         | 18 settembre       | 10.00              | Pittsburgh Steelers | S 0–24             | 0–2                | Heinz Field                   | Fox                | Recap              |
| 3         | 25 settembre       | 13.15              | Arizona Cardinals   | V 13–10            | 1–2                | CenturyLink Field             | Fox                | Recap              |
| 4         | 2 ottobre          | 13.05              | Atlanta Falcons     | S 28–30            | 1–3                | CenturyLink Field             | Fox                | Recap              |
| 5         | 9 ottobre          | 10.00              | New York Giants     | V 36–25            | 2–3                | MetLife Stadium               | Fox                | Recap              |
| 6         | Settimana di pausa | Settimana di pausa | Settimana di pausa  | Settimana di pausa | Settimana di pausa | Settimana di pausa            | Settimana di pausa | Settimana di pausa |
| 7         | 23 ottobre         | 10.00              | Cleveland Browns    | S 3–6              | 2–4                | Cleveland Browns Stadium      | Fox                | Recap              |
| 8         | 30 ottobre         | 13.15              | Cincinnati Bengals  | V 12–34            | 2–5                | CenturyLink Field             | CBS                | Recap              |
| 9         | 6 novembre         | 10.00              | Dallas Cowboys      | S 13–23            | 2–6                | Cowboys Stadium               | Fox                | Recap              |
| 10        | 13 novembre        | 13.05              | Baltimore Ravens    | V 22–17            | 3–6                | CenturyLink Field             | CBS                | Recap              |
| 11        | 20 novembre        | 13.05              | St. Louis Rams      | V 24–7             | 4–6                | Edward Jones Dome             | Fox                | Recap              |
| 12        | 27 novembre        | 13.05              | Washington Redskins | S 17–23            | 4–7                | CenturyLink Field             | Fox                | Recap              |
| 13        | 1º dicembre        | 17.20              | Philadelphia Eagles | V 31–14            | 5–7                | CenturyLink Field             | NFLN               | Recap              |
| 14        | 12 dicembre        | 17.30              | St. Louis Rams      | V 30–13            | 6–7                | CenturyLink Field             | ESPN               | Recap              |
| 15        | 18 dicembre        | 10.00              | Chicago Bears       | V 38–14            | 7–7                | Soldier Field                 | Fox                | Recap              |
| 16        | 24 dicembre        | 13.15              | San Francisco 49ers | S 17–19            | 7–8                | CenturyLink Field             | Fox                | Recap              |
| 17        | 1º gennaio         | 13.15              | Arizona Cardinals   | S 20-23            | 7-9                | University of Phoenix Stadium | Fox                | Recap              |

Nota: gli orari di inizio sono riportati secondo il fuso orario PDT.

## Leader della squadra
| Leader della squadra   |                  |       |
| Categoria              | Giocatore        | N.    |
| Yard passate           | Tarvaris Jackson | 3.091 |
| Touchdown passati      | Tarvaris Jackson | 14    |
| Yard corse             | Marshawn Lynch   | 1.204 |
| Touchdown su corsa     | Marshawn Lynch   | 12    |
| Ricezioni              | Doug Baldwin     | 51    |
| Yard ricevute          | Doug Baldwin     | 788   |
| Touchdown su ricezione | Doug Baldwin     | 4     |
| Sack                   | Chris Clemons    | 11,0  |
| Intercetti             | Brandon Browner  | 6     |